# Крајпуташ Илији Стевановићу у Брђанима
Крајпуташ Илији Стевановићу у Брђанима (Oпштина Горњи Милановац) подигао је Јаков Глишић свом слуги Илији Стевановићу родом из Крчимира у Нишком округу, који је 1876. године погинуо на планини Вујан.
Крајпуташ је био постављен на старој деоници пута кроз Брђане, у близини старог каменог моста (сада испод надвожњака на Ибарској магистрали). Заједно је са спомеником Крсти Топаловићу накнадно је пренет и постављен у двориште куће у којој је некада била крчма Милоја Јевтовића.

## Опис споменика
Крајпуташ је облика квадра, нешто скромнијих димензија: 95х26х24 cm. Врх споменика делимично је окрњен. С предње стране уклесан је крст који у доњем делу формира рам, а на полеђини лепо стилизован двоструки крст са постољем. На бочним странама нема орнаментике ни симбола.

## Епитаф
На предњој страни споменика, удубљеном пољу, лепим, читким словима, уклесан је текст:
ОВАЈ СП
МЕН ПО
КАЗУЈЕ
ИЛИЕ СТЕ
ВАНОVIЋ
ИЗ КРЧИМ
ИРА ОКР.
НИШКОГ.
ПОЖИVI35 Г. АПО
ГИБЕ У П
ЛАНИНИ
У ВУЈНУ
У 1876 Г
ОВАЈ СПО
Текст се наставља на левој бочној страни:
УДАРИ
МУ СТА
РА ОЦ
ЈАКОВ
ГЛИШИЋ
ИЗБРЂ
АНА